# Ingrannes
Ingrannes é uma comuna francesa na região administrativa do Centro, no departamento Loiret. Estende-se por uma área de 41,25 km². Em 2010 a comuna tinha 550 habitantes (densidade: 13,3 hab./km²).